# 내가 사는 세상
"내가 사는 세상"은 2019년에 개봉한 대한민국의 영화이다.

## 캐스팅
- 곽민규 : 민규 역
- 김시은 : 시은 역
- 유지영 : 지영 역
- 박지홍 : 지홍 역
- 김용삼 : 용삼 역
- 강동완 : 동완 역
- 임호준 : 최 실장 역 (우정출연)

## 같이 보기
- 2019년 대한민국의 영화 목록